# Xie Shoukang
Xie Shoukang (chinois simplifié : 谢寿康 ; chinois traditionnel : 謝壽康 ; pinyin : Xiè Shòukāng ; Wade : Hsieh Shou-k'ang ; EFEO : Sie Cheou-K'ang), connu aussi sous la transcription Chéou-Kang Sié, est un diplomate et un écrivain chinois né en 1897 (?) à Ganzhou, dans la province chinoise du Jiangxi, et mort en 1973 à Taipei.
Il fut le premier ambassadeur de Chine auprès du Saint-Siège (Vatican).

## Éléments biographiques
Xie Shoukang étudia après la Première Guerre mondiale à l’École libre des sciences politiques à Paris, puis il obtint un diplôme en sciences sociales à Lausanne et un doctorat en économie à l’université libre de Bruxelles.
De retour en Chine, Xie Shoukang fut nommé en 1927 doyen de la faculté des Lettres de l’université de Nankin.
Xie Shoukang commença sa carrière diplomatique en 1930 en tant que conseiller d’ambassade à Bruxelles. Il fut ensuite muté en France, en Suisse et en Italie.
En 1942, il fut nommé ministre plénipotentiaire de la République de Chine près le Saint-Siège, un poste qu’il occupa jusqu’en 1946. La même année, il fut élu à l’Académie royale de langue et de littérature françaises de Belgique, où il succéda à Gabriele D’Annunzio.
En 1954, la République de Chine (Taïwan) le nomma à nouveau ministre plénipotentiaire près le Saint-Siège – en Chine continentale, la République populaire avait été proclamée entretemps et elle avait rompu les relations diplomatiques avec le Saint-Siège. En 1959, Xie Shoukang obtint le rang d’ambassadeur extraordinaire et plénipotentiaire au même poste.
Il retourna à Taïwan en 1967 et mourut à Taipei en 1973.

## Œuvres
- 1932 : Est-Ouest : reflets croisés
- 1939 : L'Esprit chinois en face du problème des races
- 1941 : Tsé Kiou ou Un nœud ne peut être dénoué que par celui qui l’a noué
- 1942 : Le Maréchal Chiang Kai Shek : son enfance, sa jeunesse